# Liberata Mulamula

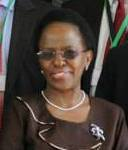
Liberata Mulamula

Liberata Mulamula (* 10. April 1956 in Muleba, Bukoba in Tansania) ist eine Politikerin und war vom 31. März 2021 bis 3. Oktober 2022 Außenministerin von Tansania.

## Leben
Liberata Mulamula wurde 1956 als Tochter des Lehrers Mwalimu Novatus Rutageruka geboren. Sie ist verheiratet mit George Mulamula und hat zwei Kinder.

### Bildung
Mit 6 Jahren besuchte sie gemeinsam mit ihrer Zwillingsschwester Iluminata die Grundschule, wechselte 1970 an die  Mädchenschule in Tabora und erlangte 1975 den „advanced level“ an der Mzizima Secondary School. Ab 1977 studierte sie Politikwissenschaft und Internationalen Beziehungen an der Universität Daressalam, das sie 1980 mit einem Bachelor abschloss. Im Jahr 1989 erwarb sie den Abschluss zum Master of Government and Politics an der St. John’s University in New York.

### Beruf
Ab 1980 arbeitete sie im Außenministerium und machte 1982 am Mozambik-Tansanischen Zentrum für Auslandsbeziehungen in Daressalam die Ausbildung zur Diplomatin.
Als erste Exekutivsekretärin der Internationalen Konferenz für Frieden, Stabilität und Entwicklung der Region der Großen Seen in Afrika bereiste sie in den Jahren von 2006 bis 2011 elf Länder.
Von 2012 bis 2013 war sie die persönliche Beraterin für diplomatische Angelegenheiten des tansanischen Präsidenten Kikwete, bevor sie von Juli 2013 bis Mai 2015 Botschafterin für die Vereinigten Staaten und Mexiko wurde. In dieser Zeit koordinierte sie im Juli 2013 die Besuche von Xi Jinping und Barack Obama in Tansania.
Im Jahr 2015 wurde sie als erste Frau zur ständigen Sekretärin des Ministeriums für auswärtige Angelegenheiten und internationale Zusammenarbeit von Tansania ernannt. Zu ihren Aufgaben zählten die Verwaltung des Ministerpersonals und der Überwachung der Arbeit der tansanischen Botschaften im Ausland.
Von 2021 bis 2022 bekleidete sie das Amt der Außenministerin von Tansania.
Nach Pressemeldungen waren persönliche Differenzen mit Präsidentin Samia Suluhu Hassan und Abweichungen von der Regierungsstrategie zu Themen wie dem Krieg zwischen Russland und der Ukraine ein Grund für die Abberufung.

## Ehrungen
Liberata Mulamula erhielt folgende Ehrungen:
- 2015: Orden der Republik Tansania für herausragende öffentliche Dienste[4]